# Pâte levée feuilletée
 (août 2023).
La mise en forme du texte ne suit pas les recommandations de Wikipédia : il faut le « wikifier ».
Les points d'amélioration suivants sont les cas les plus fréquents :
- Les titres sont pré-formatés par le logiciel. Ils ne sont ni en capitales, ni en gras.
- Le texte ne doit pas être écrit en capitales (les noms de famille non plus), ni en gras, ni en italique, ni en « petit »…
- Le gras n'est utilisé que pour surligner le titre de l'article dans l'introduction, une seule fois.
- L'italique est rarement utilisé : mots en langue étrangère, titres d'œuvres, noms de bateaux, etc.
- Les citations ne sont pas en italique mais en corps de texte normal. Elles sont entourées par des guillemets français : « et ».
- Les listes à puces sont à éviter, des paragraphes rédigés étant largement préférés. Les tableaux sont à réserver à la présentation de données structurées (résultats, etc.).
- Les appels de note de bas de page (petits chiffres en exposant, introduits par l'outil «  Source ») sont à placer entre la fin de phrase et le point final[comme ça].
- Les liens internes (vers d'autres articles de Wikipédia) sont à choisir avec parcimonie. Créez des liens vers des articles approfondissant le sujet. Les termes génériques sans rapport avec le sujet sont à éviter, ainsi que les répétitions de liens vers un même terme.
- Les liens externes sont à placer uniquement dans une section « Liens externes », à la fin de l'article. Ces liens sont à choisir avec parcimonie suivant les règles définies. Si un lien sert de source à l'article, son insertion dans le texte est à faire par les notes de bas de page.
- La présentation des références doit suivre les conventions bibliographiques. Il est recommandé d'utiliser les modèles {{Ouvrage}}, {{Chapitre}}, {{Article}}, {{Lien web}} et/ou {{Bibliographie}}. Le mode d'édition visuel peut mettre en forme automatiquement les références.
- Insérer une infobox (cadre d'informations à droite) n'est pas obligatoire pour parachever la mise en page.

Pour une aide détaillée, merci de consulter Aide:Wikification.
Si vous pensez que ces points ont été résolus, vous pouvez retirer ce bandeau et améliorer la mise en forme d'un autre article.
La pâte levée feuilletée, ou PLF est une préparation de pâte à pain feuilletée typique de la pâtisserie française. Surtout connue pour être la pâte à croissant. Elle tire son caractère distinctif de l'application de la technique du tourage au beurre à une pate à pain, générant ainsi un feuilletage et un alvéolage caractéristiques. Elle peut être qualifiée de variante feuilletée de la pâte à pain traditionnelle.

## Utilisation
La pâte levée feuilletée s’utilise presque exclusivement en pâtisserie française. Elle est surtout connue pour être la base du croissant et du pain au chocolat mais elle est également utilisée pour confectionner le pain au raisin ou l’abricotine.
Plusieurs spécialités régionales en font aussi usage :
- En Bretagne, le kouign-amann est un gâteau traditionnel fait en pâte levée feuilletée[3].

- Dans le Sud de la France, la fougasse du Languedoc, ou se fait en pâte levée feuilletée à laquelle on incorpore des grattons de porc ou de canard[4].

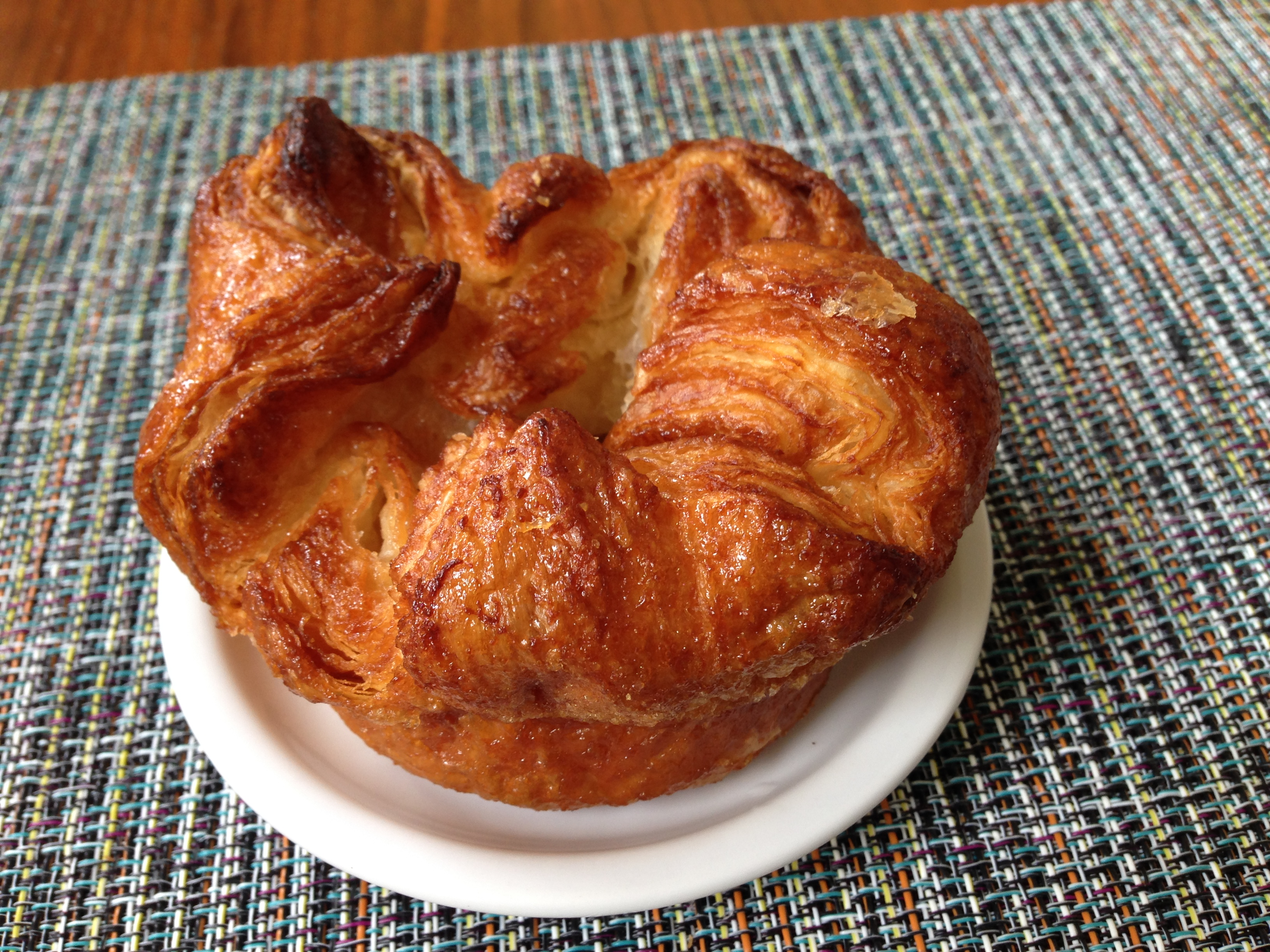
Kouign-amann
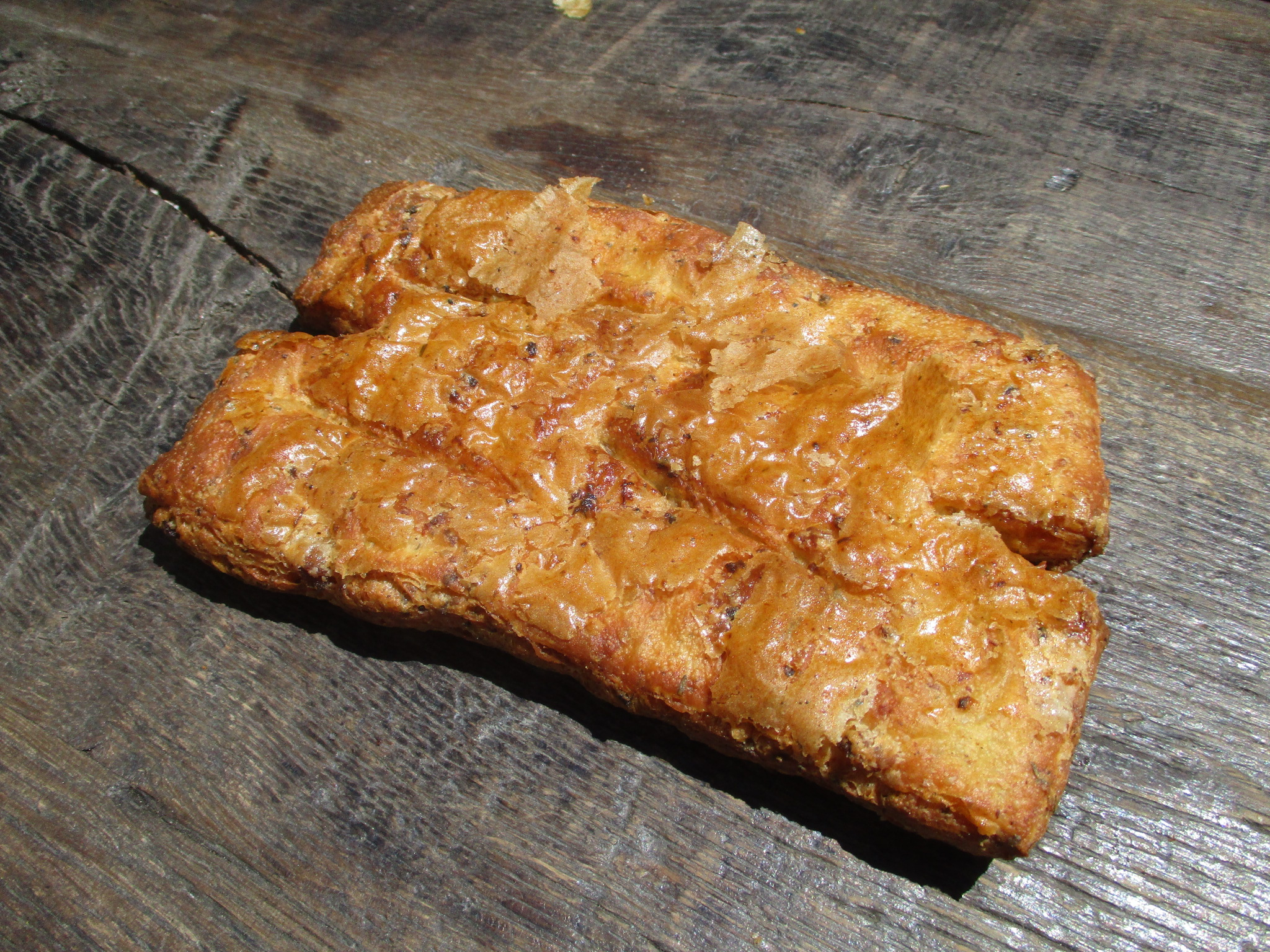
Fougasse de Nîmes
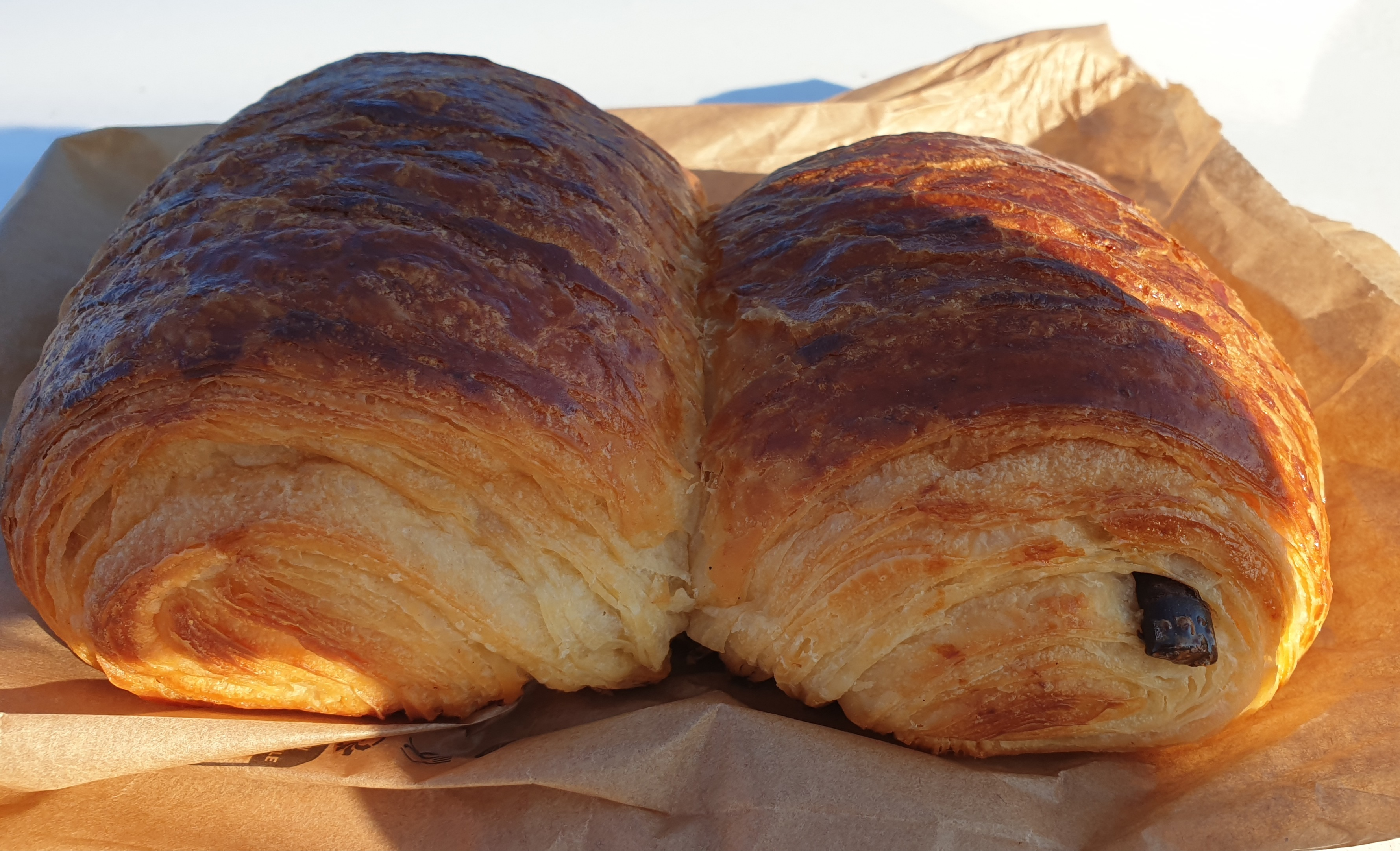
Pains au chocolat

## Histoire
La première recette détaillée de pâte feuilletée élaborée selon la technique française du tourage, a été documentée en 1651 par François Pierre de La Varenne dans son ouvrage intitulé Le Cuisinier français. Cette publication a joué un rôle crucial dans la diffusion et la reconnaissance de cette technique culinaire distinctive. Le travail de La Varenne a jeté les bases pour l'exploration ultérieure des possibilités offertes par la pâte levée feuilletée et a inspiré d'autres cuisiniers à perfectionner et diversifier les applications culinaires de cette technique de préparation.
L'évolution de la pâte levée feuilletée a été marquée par des améliorations successives apportées par des chefs-cuisiniers notables. Parmi eux, M. Feuillet et Marie-Antoine Carême ont particulièrement contribué à affiner et perfectionner la technique. Au fil du temps, la méthode de préparation s'est développée et codifiée, avec une attention particulière portée à la manière de faire les tours et au choix du beurre de qualité supérieure pour obtenir le feuilletage caractéristique et une texture subtilement croustillante.